# Lomustină
Lomustina este un medicament chimioterapic din clasa agenților alchilanți, fiind un derivat de nitrozouree utilizat în tratamentul unor tumori cerebrale metastazate (împreună cu radioterapie). Calea de administrare disponibilă este cea orală.